# 七星関区
七星関区（しちせいかん-く）は中華人民共和国貴州省畢節市に位置する市轄区。

## 歴史
1384年（洪武17年）、明朝により設置された畢節衛および赤水衛を前身とする。1687年（康熙26年）、清朝により両衛が統合され畢節県が設置された。1993年12月10日に県級市として改編、さらに2011年に畢節市が地級市に改編されるに伴い、県級市の畢節市は七星関区と改編され現在に至る。

## 行政区画
下部に12街道、27鎮、2郷、6民族郷を管轄する。
- 街道
  - 市西街道、市東街道、三板橋街道、大新橋街道、観音橋街道、洪山街道、麻園街道、碧陽街道、徳渓街道、碧海街道、青竜街道、柏楊林街道
- 鎮
  - 鴨池鎮、梨樹鎮、岔河鎮、朱昌鎮、田壩鎮、長春堡鎮、撒拉渓鎮、楊家湾鎮、放珠鎮、青場鎮、水箐鎮、何官屯鎮、対坡鎮、大銀鎮、林口鎮、生機鎮、清水鋪鎮、亮岩鎮、燕子口鎮、八寨鎮、田壩橋鎮、海子街鎮、小壩鎮、層台鎮、小吉場鎮、普宜鎮、竜場営鎮
- 郷
  - 野角郷、大河郷
- 民族郷
  - 千渓イ族ミャオ族ペー族郷、陰底イ族ミャオ族ペー族郷、団結イ族ミャオ族郷、阿市ミャオ族イ族郷、大屯イ族郷、田坎イ族郷

## 交通

### 鉄道
- 中国国家鉄路集団
  - 成貴旅客専用線

（成都方面）- 畢節駅 -（貴陽方面）

### 道路
- 高速道路
  - 杭瑞高速道路
  - 厦蓉高速道路
  - S20 畢威高速道路
  - S79 畢鎮高速道路
- 国道
  - G321国道
  - G326国道